# 100k años de luz
100k años de luz es el tercer álbum de estudio de la cantante española La Prohibida, publicado en el año 2015.
El 30 de septiembre de ese mismo año se lanzó el primer videoclip del disco, que corresponde a la canción "La colina luminosa". El 20 de octubre de 2016 lanzó el segundo vídeoclip de su tema "Ganas de matar" por sorpresa. El 11 de abril de 2017 fue la fecha elegida para lanzar el esperado tercer sencillo y videoclip "Baloncesto", vídeo que alcanzó las 20 000 reproducciones en tan solo 24 horas.

## Lista de canciones
1. Internacional
2. Fenómenos astrales
3. La colina luminosa
4. Zapatos de tacón con patas de saltamontes
5. Eres tan travesti
6. Mujer de bien
7. À toi
8. Baloncesto
9. Erotismo e informática
10. Ganas de matar
11. La pubblicità (un mondo ideale)